# 克拉斯內 (杜布諾區)
50°32′12″N 25°21′17″E / 50.53667°N 25.35472°E
克拉斯内（烏克蘭語：Красне），或译克拉斯涅，是烏克蘭西北部羅夫諾州杜布諾區博基马市镇的村落。始建於1363年，面積11.7平方公里，海拔高度209米，2001年人口312，人口密度每平方公里26.6人。